# Vasco Gonçalves
Vasco dos Santos Gonçalves (Lisboa, 3 de mayo de 1921-Almancil, 11 de junio de 2005), conocido simplemente como Vasco Gonçalves, fue un militar y político portugués de la segunda mitad del siglo XX, una de las figuras clave en el proceso de la Revolución de los Claveles.

## Biografía
Nació pocos años antes de la instauración de la dictadura que él mismo contribuiría a derribar. Era coronel de ingeniería en 1973 e integró la comisión de redacción del Movimento das Forças Armadas. Pasó a ser el elemento de enlace con Costa Gomes. Marxista declarado, se le consideraba próximo al Partido Comunista Portugués.
Fue miembro de la Comisión Coordinadora del MFA, pasando a ser primer ministro de Portugal desde el tercer al quinto gobierno tras la Revolución de los Claveles, concretamente desde julio de 1974 hasta finales de 1975, poco más de un año, pero en meses muy polémicos, que marcaron profundamente la transición portuguesa hacia la democracia.
Como primer ministro llevó a cabo la reforma agraria y la nacionalización de los principales medios de producción privados (bancos, seguros, transportes públicos, etc.). También impuso el salario mínimo para los funcionarios y el subsidio de vacaciones, así como el de Navidad.
Murió a los 84 años, cuando nadaba en una piscina en casa de su hermano en Almancil, aparentemente debido a un paro cardiaco.